# Alex Kidd in Miracle World
Alex Kidd in Miracle World (яп. アレックスキッドのミラクルワールド Арэккусу Киддо но Миракуру Ва:рудо, рус. Алекс Кидд в Чудесном Мире) — видеоигра в жанре платформера для 8-битной консоли Sega Master System. Впервые выпущена в Японии 1 ноября 1986 года. Она стала самой узнаваемой игрой в серии Alex Kidd, отчасти её встроили в некоторые версии Master System. В 2021 году выпустили версию DX для игровых платформ Nintendo Switch, PlayStation 4, PlayStation 5, Xbox One, Xbox Series X/S, телефонов iOS, Android и персональных компьютеров под управлением Microsoft Windows, в которой будет улучшена графика и музыка.

## Игровой процесс
Alex Kidd in Miracle World представляет собой двухмерный платформер. Управляя главным героем игры Алексом Киддом, игрок должен пройти 17 уровней, по пути сражаясь с различными противниками. По сюжету Алекс — мастер боевого искусства под названием Shellcore, поэтому главной его атакой является удар кулаком. С помощью него он может уничтожать врагов и разбивать каменные блоки. В блоках обычно содержатся мешки с деньгами, которые в магазинах можно променять на бонусы и дополнительные жизни. В некоторых блоках находятся привидения, которые попытаются убить Алекса. На отдельных этапах игрок должен будет управлять транспортными средствами: мотоциклом, вертолётом и катером. В конце определённых уровней Алекс должен будет победить одного из приспешников Дзянкэна в игре дзянкэмпон (камень, ножницы, бумага).
Если противник атакует Алекса, игрок теряет одну жизнь. Когда все жизни подходят к концу, игра заканчивается. Тем не менее, в Alex Kidd in Miracle World есть недокументированная возможность продолжить игру с тремя жизнями с начала того уровня, где погиб Алекс. Для этого на экране проигрыша игрок должен зажать кнопку «вверх» и восемь раз нажать кнопку «2». Эта функция будет стоить игроку 400 баумов (в игровой валюте).

## Сюжет
Несколько столетий назад на планете Эрис (также известной как «Чудесный мир»), жил-был мальчик по имени Алекс Кидд. Семь лет он жил на Вечной горе и изучал древнее боевое искусство Shellcore, при помощи которого можно раскалывать камни. Однажды, выходя из горы, Алекс увидел умирающего человека. Тот рассказал ему, что город Радактиан в серьёзной опасности, и дал Алексу карту и медальон. Позже, главный герой узнаёт, что главным виновником всех бед является Дзянкэн Великий, правитель планеты Джанбарик. Он похитил наследника престола принца Эгла и его невесту принцессу Лору, и превратил некоторых жителей в камень. Теперь Алексу предстоит спасти королевскую чету и победить Дзянкэна.

## Версии игры
Первоначально Alex Kidd in Miracle World выпускалась только на картриджах. Начиная с 1990 года, слегка изменённый вариант игры был встроен в североамериканские, австралийские и европейские версии консоли Master System II, а также некоторые австралийские и европейские версии Master System I.
Между оригинальной игрой и версией встроенной в консоли существовали некоторые отличия, в частности в оригинальной версии при изменении цели на игровой карте, Алекс ест онигири, а во встроенной версии — гамбургер. Также, в оригинале кнопка «1» отвечает за прыжок, а кнопка «2» за удар, тогда как во встроенном варианте наоборот.
В 2008 году Alex Kidd in Miracle World была выпущена на платформу Wii, посредством сервиса Virtual Console, а в мае 2012 года — на PlayStation 3, посредством PlayStation Network. В мае 2012 года Alex Kidd in Miracle World вместе с играми Super Hang-On и The Revenge of Shinobi вошла в сборник Sega Vintage Collection: Alex Kidd & Co., который был выпущен на сервисе Xbox Live Arcade для консоли Xbox 360.